# Anzasco
Anzasco (Anzasch in piemontese) è il nome di un Lido, già frazione di Piverone, nella Città metropolitana di Torino, situato sulle sponde nord-occidentali del Lago di Viverone, in Piemonte, di cui è proprietario demaniale per 1/6 della sola riva lacustre (non dello specchio d'acqua).
Il toponimo deriverebbe dal latino antium, a sua volta radice indeuropea col significato di luogo prospiciente a, o anche promontorio . In alcuni documenti medioevali è altresì noto col nome di Unzasco.
Esso è delimitato dal suo comune di appartenenza, situato più in alto presso la collina della Serra Morenica di Ivrea, e l'adiacente Viverone, verso est, sul confine della Provincia di Biella.

Più a sud, Anzasco continua sulle rive occidentali del lago, terminando con località Bancassa di Piverone, zona selvatica e faunistica.

Sede di esercizi turistici, il Lido viene attraversato dalla ex Strada statale 228 del Lago di Viverone. Presso le rive del Lago esiste un'area verde con molo di attracco per le navigazioni più una piccola chiesa risalente al X secolo, dedicata alla “Santa Maria de Ursacio” (S. Maria delle Grazie) e restaurata alla fine del Settecento. Dall'altra parte della ex-statale ci sono altre strutture turistiche, più un edificio adibito ad albergo-ristorante, provvisto di torre ed angolo signorile del XIV secolo.

## Monumenti e luoghi d'interesse
- Villa Saporiti, storica villa eclettica del 1920